# 충절사 (공주시)
충절사(忠節祠)는 대한민국 충청남도 공주시 월송동에 있는 조선시대 이명성과 이명덕(1373∼1444) 형제의 학행을 기념하고 후학을 양성하기 위해 세운 서원이다. 1984년 5월 17일 충청남도의 문화재자료 제70호로 지정되었다.

## 개요
이명성과 이명덕(1373∼1444) 형제의 학행을 기념하고 후학을 양성하기 위해 세운 곳이다.
이명성은 고려가 망하고 조선이 건국되자 끝까지 벼슬에 나아가지 않고 절개를 지킨 고려 유신인 두문동 72현 중 한 사람이다.
이명덕은 고려말∼조선초 문신으로 호는 사봉이다. 예문춘추관, 좌부대언 등을 지냈고 세종이 즉위하자 이조참판, 병조참판 등 많은 벼슬을 지냈다. 70세에 벼슬에서 물러났으며 후에 우의정으로 추증되었다.
원래는 성종 때 충남 연기군 명탄에 세웠던 충절사라는 사당인데, 명탄서원이라고도 불렸다. 선조 18년(1585)에 서원 이름을 하사 받았으며 임진왜란 때 불 타 없어진 것을 철종 2년(1851)에 공주의 유생들이 지금 있는 자리에 새로 지은 것이다. 고종 5년(1868)에는 잠시 철폐되기도 하였다. 1956년 사우 충절사를 다시 지었는데, 이곳에는 선생 2분의 위패를 모시고 있다. 1985년에 묘정비와 강당, 고직사 건물을 지었고 서원 뒤편에는 이명덕의 묘와 묘비가 있으며 봄·가을에 제사를 지내고 있다.

## 참고 문헌
- 충절사 - 국가유산청 국가유산포털